# Haakon Sörvik
Haakon Sörvik (n. 31 octombrie 1886, Göteborg, Suedia – d. 30 mai 1970, Göteborg, Suedia) a fost un gimnast artistic ce a reprezentat Suedia, medaliat olimpic. A participat la o ediție a Jocurilor Olimpice (1908) în care a câștigat o medalie de aur.

## Participări
Lista de mai jos prezintă principalele competiții la care a participat Haakon Sörvik de-a lungul carierei.
- gymnastics at the 1908 Summer Olympics – men's team[*][1]